# U-202
| U-202                                                                                    | U-202 | U-202 |
| ---------------------------------------------------------------------------------------- | --- | --- |
| U 202                                                                                    | | |
|                                                                                          | | |
| Зображення підводного човна підтипу VIIC                                                 | | |
| Верф                                                                                     | Friedrich Krupp Germaniawerft, Кіль                                                                                          | Friedrich Krupp Germaniawerft, Кіль                                                                                          |
| Під прапором                                                                             | Третій Рейх | Третій Рейх |
| Належність                                                                               | Крігсмаріне | Крігсмаріне |
| Порт приписки                                                                            | Кіль, Брест | Кіль, Брест |
| Замовлення                                                                               | 23 вересня 1939 | 23 вересня 1939 |
| Закладений                                                                               | 18 березня 1940 | 18 березня 1940 |
| Спуск на воду                                                                            | 10 лютого 1941 | 10 лютого 1941 |
| Введений до складу флоту                                                                 | 22 березня 1941 | 22 березня 1941 |
| На службі                                                                                | 1941—1943 | 1941—1943 |
| Загибель                                                                                 | 2 червня 1943 року затоплений у Північній Атлантиці глибинними бомбами і артилерійським вогнем британського шлюпа «Старлінг» | 2 червня 1943 року затоплений у Північній Атлантиці глибинними бомбами і артилерійським вогнем британського шлюпа «Старлінг» |
| Бойовий досвід                                                                           | Друга світова війна Битва за Атлантику * Конвой SC 42 * Конвой UC 1                                                          | Друга світова війна Битва за Атлантику * Конвой SC 42 * Конвой UC 1                                                          |
| Проєкт                                                                                   | | |
| Тип ПЧ                                                                                   | середній торпедний ДПЧ | середній торпедний ДПЧ |
| Вартість                                                                                 | 4 714 000 ℛℳ | 4 714 000 ℛℳ |
| Основні характеристики                                                                   | | |
| Швидкість (надводна)                                                                     | 17,9 вузла | 17,9 вузла |
| Швидкість (підводна)                                                                     | 8 вузлів | 8 вузлів |
| Робоча глибина занурення                                                                 | 100 м | 100 м |
| Гранична глибина занурення                                                               | 220 м | 220 м |
| Автономність плавання                                                                    | 135—174 км на швидкості 4 вузли (в підводному положенні) 11 470 км на швидкості 10 вузлів (у надводному положенні)           | 135—174 км на швидкості 4 вузли (в підводному положенні) 11 470 км на швидкості 10 вузлів (у надводному положенні)           |
| Екіпаж                                                                                   | 44—60 осіб | 44—60 осіб |
| Розміри                                                                                  | | |
| Довжина найбільша (по КВЛ)                                                               | 67,1 м | 67,1 м |
| Ширина корпусу найб.                                                                     | 6,2 м | 6,2 м |
| Висота                                                                                   | 9,6 м | 9,6 м |
| Середня осадка (по КВЛ)                                                                  | 4,74 м | 4,74 м |
| Водотоннажність надводна                                                                 | 769 т | 769 т |
| Силова установка                                                                         | | |
| дизель-електрична; 2 дизельних двигуни MAN M 6 V 40/46, 2 електродвигуни BBC GG UB 720/8 | | |
| Гвинти                                                                                   | 2 | 2 |
| Потужність                                                                               | 2 × 2100—2310 к.с. (дизелі) 2 × 750 к.с. (електродвигуни)                                                                    | 2 × 2100—2310 к.с. (дизелі) 2 × 750 к.с. (електродвигуни)                                                                    |
| Озброєння                                                                                | | |
| Артилерія                                                                                | 1 × 88-мм палубна гармата SK C/35                                                                                            | 1 × 88-мм палубна гармата SK C/35                                                                                            |
| Торпедно- мінне озброєння                                                                | 4 носових і один кормовий ТА 14 торпед або 26 мін TMA                                                                        | 4 носових і один кормовий ТА 14 торпед або 26 мін TMA                                                                        |
| ППО                                                                                      | 1 × 37-мм зенітна гармата Flak M42 2 × 20-мм зенітні гармати FlaK 30                                                         | 1 × 37-мм зенітна гармата Flak M42 2 × 20-мм зенітні гармати FlaK 30                                                         |

U-202 — німецький середній підводний човен типу VIIC, що входив до складу Військово-морських сил Третього Рейху за часів Другої світової війни. Закладений 18 березня 1940 року на верфі компанії Friedrich Krupp Germaniawerft у Кілі, спущений на воду 10 лютого 1941 року. 22 березня 1941 року корабель увійшов до складу 1-ї навчальної флотилії ПЧ ВМС нацистської Німеччини.

## Історія
U-202 належав до німецьких підводних човнів типу VIIC, найчисельнішого типу субмарин Третього Рейху, яких випущено 703 одиниці. Службу розпочав у складі 1-ї навчальної флотилії ПЧ, з 1 червня 1941 року переведений до бойового складу цієї флотилії. В період з червня 1941 до червня 1943 року U-202 здійснив 9 бойових походів в Атлантичний океан, під час яких потопив 9 суден противника сумарною водотоннажністю 34 615 брутто-реєстрових тонн і пошкодив чотири судна (35 427 GRT).
2 червня 1943 року U-202 був виявлений за допомогою радарів 2-ю ескортною групою під командуванням капітана Фредеріка Джона Волкера і затоплений у Північній Атлантиці глибинними бомбами і артилерійським вогнем британського шлюпа «Старлінг». 18 членів екіпажу загинуло та 30 вціліло й взято у полон.

## Командири
- Капітан-лейтенант Ганс-Гайнц Ліндер (22 березня 1941 — 1 вересня 1942);
- Капітан-лейтенант Гюнтер Позер (2 вересня 1942 — 2 червня 1943)

## Перелік уражених U-202 суден у бойових походах
| №                                                      | Дата             | Командир ПЧ               | Назва              | Тип                | Належність      | Водотоннажність (брт) | Вантаж                                  | Конвой                                                                 | Результат та координати                                                 | Наслідки атаки для екіпажу     | Прим.                                                        |
| ------------------------------------------------------ | ---------------- | ------------------------- | ------------------ | ------------------ | --------------- | --------------------- | --------------------------------------- | ---------------------------------------------------------------------- | ----------------------------------------------------------------------- | ------------------------------ | ------------------------------------------------------------ |
| Другий похід (11.08—17.09.1941, 38 діб; Брест—Брест)   |                  |                           |                    |                    |                 |                       |                                         |                                                                        |                                                                         |                                |                                                              |
| 1                                                      | 27 серпня 1941   | KrvKpt. Ганс-Гайнц Ліндер | Ladylove           | траулер            | Велика Британія | 230                   |                                         |                                                                        | потоплений 62°30′ пн. ш. 15°30′ зх. д. / 62.500° пн. ш. 15.500° зх. д.  | 14 (усі загинули)              |                                                              |
| 2                                                      | 11 вересня 1941  | KrvKpt. Ганс-Гайнц Ліндер | Scania             | суховантажне судно | Швеція          | 1 999                 | 858 стандартів пиломатеріалів           | Конвой SC 42                                                           | потоплено 63°14′ пн. ш. 37°12′ зх. д. / 63.233° пн. ш. 37.200° зх. д.   | 24 (усі вижили)                | 11 вересня пошкоджений U-82, пізніше добитий торпедами U-202 |
| Третій похід (16.10—13.11.1941, 29 діб; Брест—Брест)   |                  | KrvKpt. Ганс-Гайнц Ліндер |                    |                    |                 |                       |                                         |                                                                        |                                                                         |                                |                                                              |
| 3                                                      | 3 листопада 1941 | KrvKpt. Ганс-Гайнц Ліндер | Flynderborg        | суховантажне судно | Велика Британія | 2 022                 | 2125 тонн пиломатеріалів                | Конвой SC 52                                                           | потоплено 51°21′ пн. ш. 51°45′ зх. д. / 51.350° пн. ш. 51.750° зх. д.   | 24 (3 загинули та 21 вцілілий) |                                                              |
| 4                                                      | 3 листопада 1941 | KrvKpt. Ганс-Гайнц Ліндер | Gretavale          | суховантажне судно | Велика Британія | 4 586                 | 6700 тонн сталі та 17 вантажівок        | Конвой SC 52                                                           | потоплено 51°21′ пн. ш. 51°45′ зх. д. / 51.350° пн. ш. 51.750° зх. д.   | 44 (38 загинули та 6 вижило)   |                                                              |
| П'ятий похід (01.03—26.04.1941, 57 діб; Брест—Брест)   |                  | KrvKpt. Ганс-Гайнц Ліндер |                    |                    |                 |                       |                                         |                                                                        |                                                                         |                                |                                                              |
| 5                                                      | 22 березня 1942  | KrvKpt. Ганс-Гайнц Ліндер | Athelviscount      | танкер             | Велика Британія | 8 882                 | баласт                                  | Конвой ON 75                                                           | пошкоджений 38°46′ пн. ш. 52°44′ зх. д. / 38.767° пн. ш. 52.733° зх. д. | 56 (4 загинули та 52 вижило)   |                                                              |
| 6                                                      | 1 квітня 1942    | KrvKpt. Ганс-Гайнц Ліндер | Loch Don           | суховантажне судно | Велика Британія | 5 249                 | 6000 тонн генеральних вантажів          |                                                                        | потоплено 37°05′ пн. ш. 61°40′ зх. д. / 37.083° пн. ш. 61.667° зх. д.   | 47 (3 загинули та 44 вижило)   |                                                              |
| Шостий похід (27.05—25.07.1942, 60 діб; Брест—Брест)   |                  | KrvKpt. Ганс-Гайнц Ліндер |                    |                    |                 |                       |                                         |                                                                        |                                                                         |                                |                                                              |
| 7                                                      | 22 червня 1942   | KrvKpt. Ганс-Гайнц Ліндер | Rio Tercero        | суховантажне судно | Аргентина       | 4 864                 | 3500 тонн генеральних вантажів          |                                                                        | потоплено 39°15′ пн. ш. 72°32′ зх. д. / 39.250° пн. ш. 72.533° зх. д.   | 42 (5 загинули та 37 вижило)   |                                                              |
| 8                                                      | 1 липня 1942     | KrvKpt. Ганс-Гайнц Ліндер | City of Birmingham | пасажирське судно  | США             | 5 861                 | 2400 тонн генеральних вантажів          |                                                                        | потоплено 35°10′ пн. ш. 70°53′ зх. д. / 35.167° пн. ш. 70.883° зх. д.   | 381 (9 загинули та 372 вижило) |                                                              |
| Сьомий похід (06.09—25.10.1942, 50 діб; Брест—Брест)   |                  |                           |                    |                    |                 |                       |                                         |                                                                        |                                                                         |                                |                                                              |
| 9                                                      | 1 жовтня 1942    | KrvKpt. Гюнтер Позер      | Achilles           | суховантажне судно | Нідерланди      | 1 815                 | 1820 тонн цукру та генеральних вантажів |                                                                        | потоплено 09°06′ пн. ш. 59°48′ зх. д. / 9.100° пн. ш. 59.800° зх. д.    | 36 (1 загиблий та 35 вцілілих) |                                                              |
| Восьмий похід (12.01—26.03.1943, 74 доби; Брест—Брест) |                  | KrvKpt. Гюнтер Позер      |                    |                    |                 |                       |                                         |                                                                        |                                                                         |                                |                                                              |
| 10                                                     | 23 лютого 1943   | KrvKpt. Гюнтер Позер      | Murena             | танкер             | Нідерланди      | 8 252                 | баласт                                  | Конвой UC 1                                                            | пошкоджений 31°10′ пн. ш. 27°30′ зх. д. / 31.167° пн. ш. 27.500° зх. д. | 62 (усі вижили)                |                                                              |
| 11                                                     | 23 лютого 1943   | KrvKpt. Гюнтер Позер      | British Fortitude  | танкер             | Велика Британія | 8 482                 | баласт                                  | Конвой UC 1                                                            | пошкоджений 31°10′ пн. ш. 27°30′ зх. д. / 31.167° пн. ш. 27.500° зх. д. | 59 (усі вижили)                |                                                              |
| 12                                                     | 23 лютого 1943   | KrvKpt. Гюнтер Позер      | Empire Norseman    | танкер             | Велика Британія | 9 811                 | баласт                                  | Конвой UC 1                                                            | пошкоджений 31°18′ пн. ш. 27°20′ зх. д. / 31.300° пн. ш. 27.333° зх. д. | 53 (усі вижили)                |                                                              |
| 13                                                     | 23 лютого 1943   | Esso Baton Rouge          | танкер             | США                | 7 989           | баласт                | Конвой UC 1                             | потоплений 31°15′ пн. ш. 27°22′ зх. д. / 31.250° пн. ш. 27.367° зх. д. | 68 (3 загиблих та 65 вижили)                                            |                                |                                                              |